# Gallenblasenhydrops
Beim Gallenblasenhydrops handelt es sich um eine Vergrößerung der Gallenblase durch Behinderung des Galleabflusses entweder direkt im Gallenblasenhals (Infundibulum) oder durch Verschluss des Gallengangsystems bis zum Duodenum. Hierbei bildet sich seröses und muköses Sekret, das häufig von wasserähnlicher Qualität ist. 

## Name
Der Begriff Hydrops wird abgeleitet vom Altgriechischen ὕδωρ (Wasser). Es ist die Wassersucht der Gallenblase.

## Ursachen
Die Ursachen sind meistens Gallensteine, narbige Verengungen bei Gallenblasen-/wegsentzündung oder aber ein Tumor. 

## Abgrenzung vom Empyem
Bei zusätzlichem Befall durch Bakterien kann sich Eiter in der Gallenblase bilden (Gallenblasenempyem). Meistens ist diese Flüssigkeit nicht wasserähnlich, sodass der Begriff Hydrops nicht zutrifft.

## Befund bei der körperlichen Untersuchung
Die gestaute Gallenblase lässt sich am unteren Rand der Leber deutlich tasten.

## Therapie
Im akuten Fall, insbesondere bei Gallenwegsverschlüssen im Hauptgallengang zwischen Einmündung des Ductus cysticus und der Einmündung ins Duodenum kann eine endoskopische Entlastung der Leber (mittels ERC(P)) infrage kommen. Auch eine temporäre konservative Behandlung ist zu erwägen. Die endgültige Behandlung besteht mit nur wenigen Ausnahmen in der Gallenblasenentfernung (Cholezystektomie).